# ヴィクトル・バサルギン
ヴィクトル・フョードロヴィチ・バサルギン（ロシア語: Ви́ктор Фёдорович Басарги́н, ラテン文字転写: Viktor Fyodorovich Basargin, 1957年8月3日 - ）は、ロシアの政治家。ロシア連邦地域開発相、ペルミ地方知事を歴任した。

## 経歴・概要
1976年アスベスト鉱業専門大学を卒業する。同年ショベルカーの運転手見習いとして勤務を始め、「ウラルアスベスト」工場の上級技師となる。1983年から1985年までウラルアスベスト工場コムソモール書記を務め、この間、1984年にスヴェルドロフスク鉱業大学（現在のウラル鉱業大学）を卒業する。1985年アスベスト市コムソモール第一書記。1987年スヴェルドロフスク州コムソモール書記。1991年スヴェルドロフスク高級党学校改め、ウラル社会政治学大学を修了した。
ソビエト連邦の崩壊後、スヴェルドロフスク州資産基金副議長などを経て、1994年ロシア国家資産管理委員会スヴェルドロフスク州第一副議長。1996年スヴェルドロフスク州資産基金議長。2000年ウラル連邦管区大統領全権代表部機関部長。2001年8月から2008年10月まで、ウラル連邦管区大統領全権副代表。ドミトリー・コザク地域開発相の副首相転出に伴い、2008年10月14日、後任の地域開発相に任命され、2012年4月28日まで務めた。2011年1月31日、バサルギンを代表とする使節団は国後島を訪問した。2010年1月11日、経済開発統合政府委員会委員に就任。2012年4月28日、地域開発相を辞任し、ペルミ地方知事代行に就任する（5月5日に正式に知事に就任）。2017年2月6日に知事を辞職。